# Pedro Damião
São Pedro Damião, OSB (em latim: Petrus Damianus; em italiano:  Petrus Damiani) foi um monge reformador do círculo do papa Leão IX e um cardeal que, em 1823, foi declarado um Doutor da Igreja. Dante o colocou num dos mais altos círculos do Paraíso como um grande precursor de São Francisco de Assis.

## Primeiros anos
Pedro nasceu em Ravena, na Itália, por volta de 1007. Orfão desde muito jovem, teve uma juventude difícil e cheia de provações, mas já demonstrava na época sinais de seu notável intelecto, a ponto de seu irmão, Damião (Damianus), o arcipreste de Ravena, garantir que ele fosse bem educado. Adicionando o nome do irmão ao seu, Pedro avançou tão rapidamente em seus estudos sobre teologia e direito canônico, primeiro em Ravena, depois em Faenza e, finalmente, em Parma, que, aos vinte e cinco anos, já era um famoso professor em Parma e Ravena.

## Vida religiosa
Por volta de 1035, porém, Pedro abandonou seus estudos seculares e, para evitar o luxo dos mosteiros cluníacos, entrou para o isolado eremitério de Fonte Avellana, perto de Gubbio. Tanto como noviço quanto como monge, seu fervor era notável, mas levava-o por vezes a tais extremos de auto-mortificação durante suas penitências que a sua saúde acabou afetada. Quando se recuperou, foi nomeado para ensinar os companheiros e, depois, a pedido de Guy de Pomposa (Guido d'Arezzo) e outros abades vizinhos, ensinou também por uns dois ou três anos em mosteiros. Por volta de 1042, Pedro escreveu uma hagiografia de São Romualdo para os monges de Pietrapertosa. Logo depois de retornar a Fonte Avellana, foi nomeado economus ("gerente" ou "zelador") do mosteiro pelo prior, que também o apontou como seu sucessor. Em 1043, Pedro Damião tornou-se prior de Fonte Avellana e permaneceu no posto até morrer, em fevereiro de 1072.
Um dedicado defensor de reformas tanto no clero quanto nas comunidades monásticas, Pedro introduziu uma disciplina mais severa, incluindo a prática da flagelação ("a disciplina") em sua casa que, sob seu comando, rapidamente tornou-se famosa e modelo para outras, até mesmo para a grande abadia de Monte Cassino: eremitérios filiais foram fundados em San Severino, Gamogna, Acerreta, Murciana, San Salvatore, Sitria e Ocri. Contudo, fora de seu círculo mais imediato, Pedro teve que enfrentar muita oposição às suas formas extremas de penitência, mas a insistência do monge garantiu a aceitação de seus métodos, a ponto de ele ser obrigado no futuro a moderar o zelo demasiado de alguns de seus próprios eremitas.
Outra inovação implantada por ele foi a siesta diária para compensar a fadiga dos ofícios noturnos. Durante seu governo, um claustro foi construído, um cálice e uma cruz processional de prata foram comprados e muitos livros foram incorporados à biblioteca, muito estimada por ele.

## Reformador
Apesar de viver no retiro de um claustro, Pedro Damião acompanhava atentamente a Igreja e, como seu amigo Hildebrando, o futuro papa Gregório VII, lutou para implantar suas reformas numa época de grande decadência da vida religiosa. Quando Bento IX renunciou ao seu pontificado em nome do arcipreste João Graciano (Gregório VI) em 1045, Pedro comemorou a mudança e escreveu para o novo papa urgindo-o a enfrentar os escândalos que atormentavam a igreja italiana, apontando nominalmente os corruptos bispos de Pesaro, de Città di Castello e de Fano.
Expandindo ainda mais suas atividades, Pedro passou a se comunicar com o imperador Henrique III. Ele estava presente em Roma quando Clemente II coroou Henrique e sua consorte, Inês, e também compareceu a um sínodo realizado no Palácio Laterano nos primeiros dias de 1047 que emitiu decretos contra a simonia.

## Liber Gomorrhianuse as reformas de Hildebrando
Depois disto, Pedro Damião retornou ao seu eremitério. Por volta de 1050, durante o pontificado de Leão IX, escreveu um contundente tratado chamado "Liber Gomorrhianus" ("Livro de Gomorra") sobre os vícios do clero, incluindo o abuso sexual de menores e os esforços da hierarquia eclesiástica para escondê-los. Foi endereçada abertamente ao papa.
Enquanto isso, a Igreja passou a discutir calorosamente a validade das ordenações realizadas pelo clero simoníaco (ou seja, por pessoas que compraram seus cargos). Damião escreveu, por volta de 1053, um tratado chamado "Liber Gratissimus" defendendo sua validade, uma obra que, apesar de muito combatida na época, foi muito importante para definir a questão a favor dos padres ordenados no final do século XII. Numa repetição da argumentação contra a heresia donatista, defendeu que a graça não dependia da perfeição do veículo que a concede (o sacerdote).

## Legado papal e cardeal

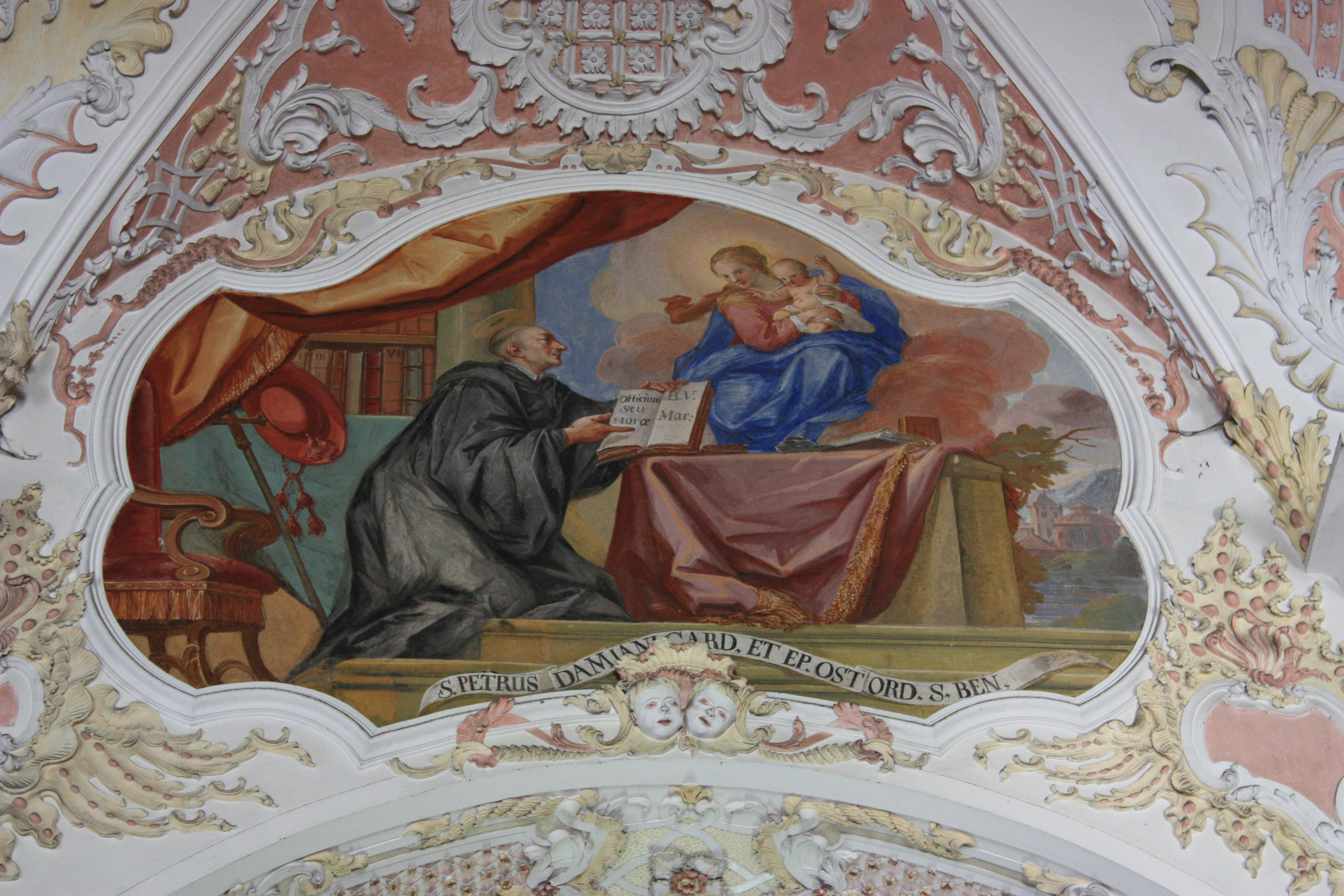
Afresco de São Pedro Damião com a Virgem Maria.
Em Ossiach, Caríntia, na Áustria.

Depois de ficar doente, o papa morreu e Frederico, abade de Monte Cassino, foi eleito como Estêvão IX. No outono de 1057, Estêvão se convenceu que Damião precisava ser um cardeal. Por um longo tempo, ele resistiu, pois ficava muito mais confortável como um pregador-eremita do que como um reformador dentro da Cúria, mas acabou finalmente sendo forçado a aceitar, sendo nomeado no consistório de 1058 e foi consagrado cardeal-bispo de Óstia em 22 de março de 1058. Além disso, ele foi nomeado também administrador da Diocese de Gubbio em 1060. O novo cardeal ficou impressionado com as grandes responsabilidades de seu novo cargo e escreveu uma incômoda carta aos seus companheiros cardeais exortando-os a brilhar como exemplos perante todos. Quatro meses depois, Estêvão morreu em Florença e a Igreja novamente caiu num desgastante cisma. Pedro combateu vigorosamente o antipapa Bento X, mas acabou sendo vencido e retirou-se temporariamente para Fonte Avallana.

## Milão
Por volta do fim de 1059, Pedro foi enviado como legado papal a Milão pelo papa Nicolau II. A situação ali estava tão difícil que os benefícios (o rendimento vinculado a um cargo eclesiástico e que permite ao seu titular - o beneficiário - cumprir corretamente uma função na Igreja) eram ali comprados e vendidos abertamente e clérigos casavam-se abertamente com as mulheres com quem viviam. A resistência do clero de Milão à reforma de Arialdo, o Diácono, e Anselmo, bispo de Lucca, provocaram uma confusão tão grande que um apelo foi feito pedindo a intermediação da Santa Sé. Nicolau II enviou Damião e o bispo de Lucca como seus legados. O partido dos clérigos irregulares se assustou e afirmou que Roma não tinha autoridade sobre Milão. Pedro enfrentou corajosamente os amotinados na catedral e comprovou de tal forma a autoridade da Santa Sé que todos os partidos acabaram se submetendo à sua decisão.
Ele exigiu primeiro um juramento solene do arcebispo e de todos os seus clérigos de que nunca mais uma função eclesiástica seria vendida; impôs em seguida uma penitência a todos os culpados e restaurou os benefícios de todos os que se comprometeram a viver no celibato. Esta decisão, apesar de criticada por alguns mais rigorosos em Roma, não foi revertida. Infelizmente, com a morte de Nicolau II, o conflito recrudesceu e só seria resolvido depois do martírio de Santo Arialdo. Em paralelo a tudo isso, Pedro pediu incessantemente para ser libertado das distrações de seu cargo, mas nem Nicolau e nem Hildebrando consentiram.

## Anos finais
Pedro deu uma valiosa contribuição ao papa Alexandre II em sua luta contra o antipapa Honório II (Pietro Cadalus). Em julho de 1061, o papa morreu e novamente um cisma dividiu a igreja ocidental. Pedro usou de todos os meios à sua disposição para persuadir Cadalus a recuar, mas não teve sucesso. Finalmente, Anno II, o arcebispo de Colônia e regente no Sacro Império Romano-Germânico, convocou um concílio em Augsburgo no qual um longo argumento de Pedro Damião foi lido e ajudou muito para que a decisão fosse favorável a Alexandre.
Em 1063, o papa realizou um sínodo em Roma no qual Pedro Damião foi nomeado legado para resolver o conflito entre a Abadia de Cluny e o bispo de Mâcon. Ele seguiu para a França, convocou um concílio em Chalon-sur-Saône, provou que os cluníacos estavam certos, resolveu outras questões da igreja da França e retornou no outono seguinte para Fonte Avellana. Enquanto estava na França, Cadalus tentava novamente conquistar o trono em Roma e Pedro acabou sendo duramente admoestado por Alexandre e Hildebrando por ter imprudentemente, por duas vezes, apelado aos poderes seculares para que julgassem o caso. Em 1067, o cardeal Damião foi enviado a Florença para resolver o conflito entre o bispo e os monges de Vallombrosa, que acusavam-no de simonia. Seus esforços, porém, não deram em nada, principalmente por que ele avaliou mal a questão e decidiu a favor do bispo. O caso só seria resolvido no ano seguinte pela intercessão pessoal do papa.

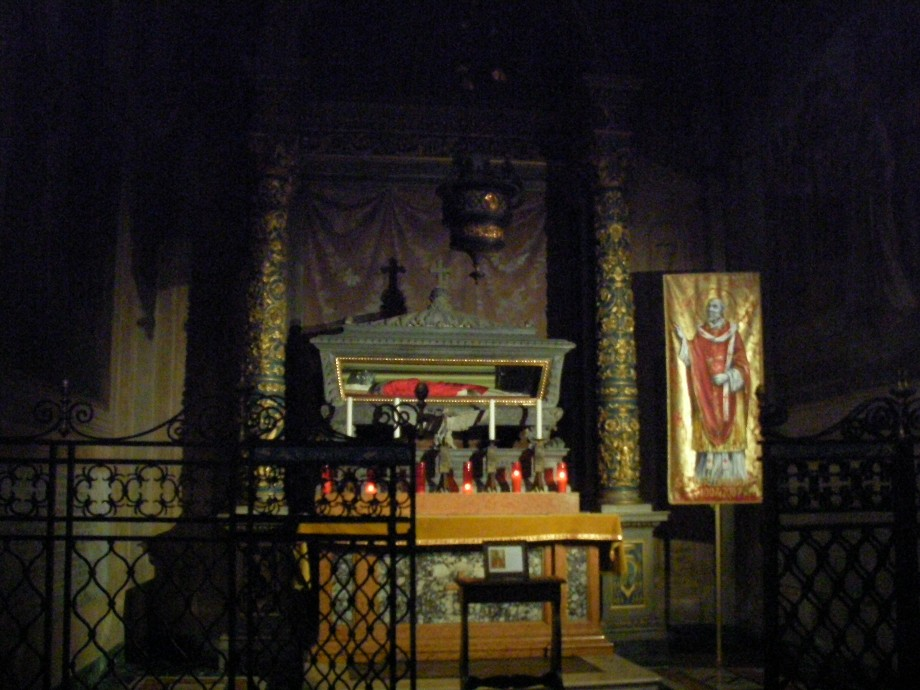
Capela de São Pedro Damião na Catedral de Faenza.

Tendo servido como legado na França e em Florença, Pedro finalmente foi autorizado a renunciar em 1067. Depois de um período de retiro em Fonte Avellana, seguiu, em 1069, como legado papal para o Império Romano-Germânico e persuadiu o imperador Henrique IV a desistir de se divorciar de sua esposa Berta, retornando para Fonte Avellana em seguida.
No início de 1072 ou em 1073, Pedro foi enviado a Ravena para reconciliar a população da cidade com a Santa Sé depois de todos terem sido excomungados por apoiarem o arcebispo em sua aliança com o incansável Cadalus. No caminho de volta, Pedro foi acometido por uma febre perto de Faenza. Ele permaneceu enfermo por uma semana no mosteiro de Santa Maria degl'Angeli (moderna Santa Maria Vecchia) e, na véspera da festa do Trono de São Pedro em Antioquia, ordenou que o ofício da festa fosse recitado e, no final das laudas, morreu. Foi imediatamente enterrado na igreja do mosteiro para evitar que outros reivindicassem suas relíquias.
Em seus anos finais, Pedro Damião já não mais concordava totalmente com as ideias políticas de Hildebrando e morreu um ano antes de ele tornar-se papa como Gregório VII. Sua morte "...tirou de cena o único que poderia ter contido Gregório", lembrou Norman F. Cantor.

## Veneração
Pedro Damião foi canonizado e feito Doutor da Igreja pelo papa Leão XII em 1828. Seu corpo já mudou de lugar seis vezes e, desde 1898, está numa capela dedicada a ele na Catedral de Faenza.

## Obras

Opera omnia, 1743

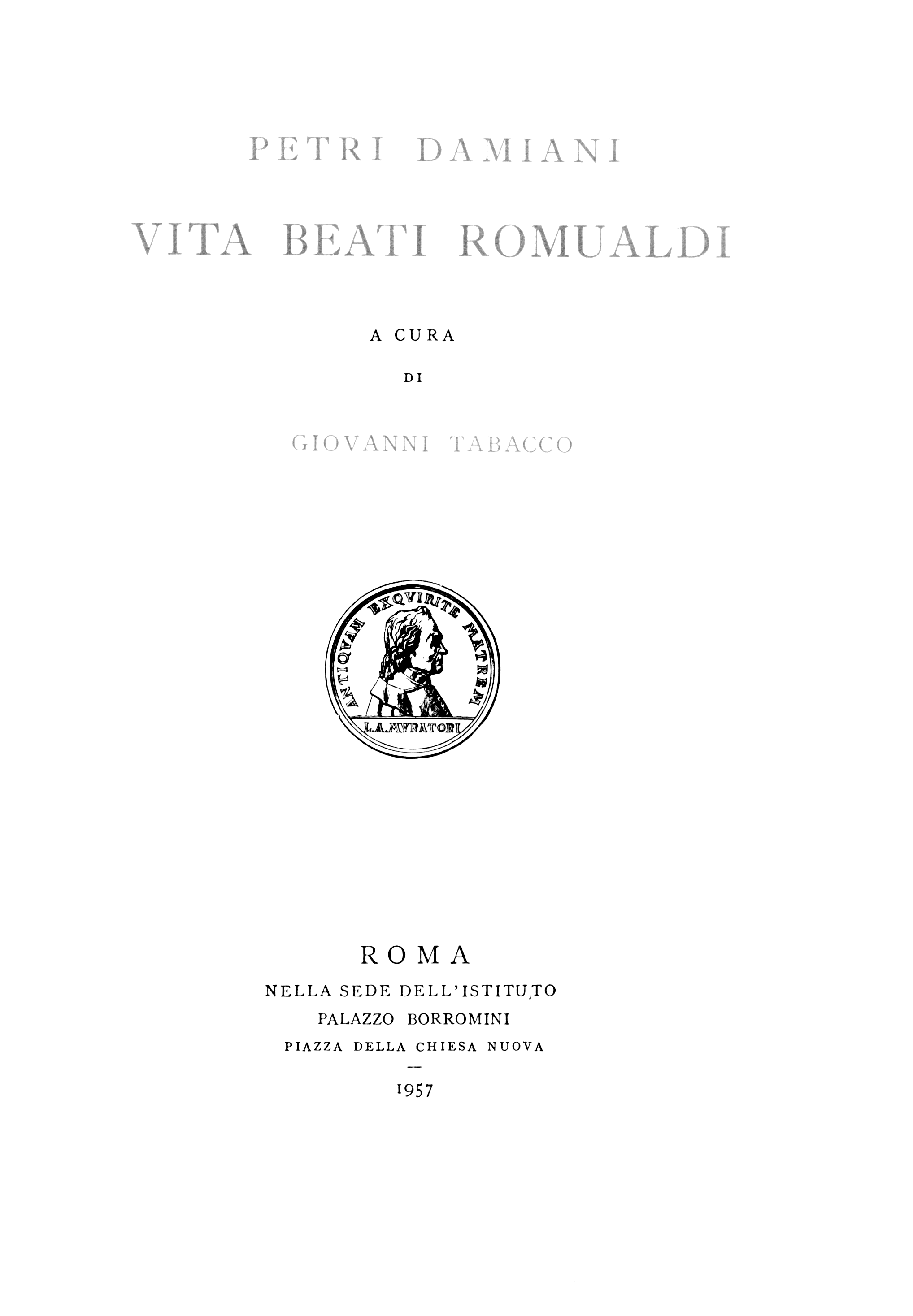
Vita Beati Romualdi

Pedro Damião escreveu muitas obras, incluindo vários tratados (67 sobreviveram), cartas, sermões, preces, hinos e textos litúrgicos (mas, numa diferença da prática tradicional dos monges medievais, nenhum comentário bíblico) nas quais ele reflete as condições espirituais da Itália na época. Entre elas:
- Sua obra mais famosa é a "De Divina Omnipotentia", uma longa carta na qual ele discute o poder de Deus;
- No curto "Dominus vobiscum" ("O Senhor é convosco") (PL CXLV:231-252), Damião questiona se um eremita rezando solitário deve usar o plural e conclui que sim, uma vez que ele está ligado à toda Igreja por sua fé e amizade.
- "Vida de Romualdo" e o tratado "Ordem Eremítica": obras que demonstram seu compromisso contínuo com a solidão e um severo ascetismo como a forma mais elevada da vida cristã.
- Ele era particularmente devoto da Virgem Maria e escreveu um "Officium Beatae Virginis".
- "Liber Gomorrhianus" ("Livro de Gomorra") sobre os vícios do clero, incluindo o abuso sexual de menores e os esforços da hierarquia eclesiástica para escondê-los.
- "Liber Gratissimus", sobre a validade das ordenações realizadas pelo clero simoníaco (ou seja, por pessoas que compraram seus cargos).

### Filosofia
Pedro geralmente condenava a filosofia e defendia que o primeiro gramático era o diabo, que teria ensinado Adão a declinar deus no plural. Ele argumentava que monges não precisavam estudar filosofia pois Jesus não havia escolhido nenhum filósofo como discípulo, concluindo que a filosofia não seria então necessária para a salvação. Mas a ideia (atribuída depois a Tomás de Aquino) que a filosofia deveria ser serva da teologia como uma empregada serve sua patroa é de Pedro Damião. Porém, esta aparente animosidade pode ser decorrente com sua visão de que a lógica está preocupada apenas com a validade de um argumento e não com a natureza da realidade em si. Pontos de vista similares podem ser encontrados nas obras de Al-Ghazali e Wittgenstein.
O tratado "De divina omnipotentia" de Damião é frequentemente interpretado de forma errônea. O propósito de Damião era defender a "doutrina da onipotência", que ele define como sendo a habilidade de Deus de fazer tudo o que é bom, cujo corolário é que Deus não pode mentir. Toivo J. Holopainen afirma que a obra é "um documento interessante sobre os primeiros desenvolvimentos da discussão medieval sobre modalidades e a onipotência divina". Pedro também reconheceu que Deus pode agir fora do tempo, um argumento que seria depois defendido por Gregório de Rimini.